# Паликир
Паликир (на английски: Palikir) е столицата на Федералните микронезийски щати, разположена в западната част на Тихия океан. Градът е с малко под 5000 жители. Той е част от по-голямата община Сокехс, която е с население от 6647 души към 2010 г. Паликир се намира в северозападната част на остров Понпей – висок вулканичен остров, заобиколен от коралов риф. Наблизо на североизток е най-голямото селище на острова – крайбрежният град Колония. Паликир е обявен е за столица на Микронезия през 1989 г.

## История
Понпей е управляван от племенни вождове в древността. В миналото Паликир е малко селце с малко значение. Остров Понпей е бил открит от португалците и испанците през XV век, но колониалното заселване настъпва едва през 1886 г. от испанците. По-късно Германия придобива Каролинските острови от Испания в края на Испанско-американската война през 1898 г. По време на Първата световна война островът преминава под контрола на Япония. По време на Втората световна война Япония построява летище близо до град Колония. След Втората световна война островът се администрира от правителството на САЩ. През 1979 г. Микронезия  получава независимост и поема контрол над острова. Правителството на Микронезия решава да превърне Паликир в град, в който да се помещава централната администрация на островите. Паликир е обявен за столица на Микронезия през 1989 г. Предоставена е и американска помощ от 15 милиона щатски долара за развитието на мястото в модерен град. Построени са всички държавни служби, някои жилищни сгради и резиденцията на президента. Днес Паликир е център на федералната администрация на страната, въпреки че все още е градът на практика е село с население от 4645 души.

## География
Паликир се намира в северозападния край на остров Понпей (преди известен като Понапе). Геоложки теренът на острова се състои от високи планини до ниски коралови атоли. Това е най-големият, най-високият, най-влажният и най-живописният остров на Микронезия. Паликир се намира на 8 km югозападно от град Колония, който е най-големият град на остров Понпей и столица на щата Понпей. Подводни рифове има по целия крайбрежен район на острова. На 9 km на югоизток се намира планината Нанлауд, където се намира най-високата точка на Микронезия и на Понпеи на 782 m. Паликир е заобиколен от гъста гора.

## Климат
Паликир се характеризира с екваториален климат според климатичната класификация на Кьопен. Обичайно за много райони с този климат, Паликир има много малка разлика в температурите си през годината, като средно приблизително е 27°C дневно през цялата година. Градът преживява обилни валежи през цялата година. Средно валежите достигат 5202 mm годишно, което прави града най-влажната столица в света.
| Климатични данни за Паликир           | Климатични данни за Паликир | Климатични данни за Паликир | Климатични данни за Паликир | Климатични данни за Паликир | Климатични данни за Паликир | Климатични данни за Паликир | Климатични данни за Паликир | Климатични данни за Паликир | Климатични данни за Паликир | Климатични данни за Паликир | Климатични данни за Паликир | Климатични данни за Паликир | Климатични данни за Паликир |
| Месеци                                | яну.                        | фев.                        | март                        | апр.                        | май                         | юни                         | юли                         | авг.                        | сеп.                        | окт.                        | ное.                        | дек.                        | Годишно                     |
| Абсолютни максимални температури (°C) | 29,9                        | 30,0                        | 30,2                        | 30,2                        | 30,3                        | 30,4                        | 30,6                        | 30,8                        | 30,9                        | 30,9                        | 30,7                        | 30,3                        | 30,4                        |
| Средни температури (°C)               | 26,8                        | 26,9                        | 27,1                        | 26,9                        | 26,9                        | 26,8                        | 26,6                        | 26,7                        | 26,8                        | 26,8                        | 26,8                        | 27,0                        | 26,8                        |
| Средни минимални температури (°C)     | 23,8                        | 23,9                        | 24,0                        | 23,7                        | 23,6                        | 23,3                        | 22,7                        | 22,6                        | 22,7                        | 22,7                        | 22,9                        | 23,7                        | 23,3                        |
| Средни месечни валежи (mm)            | 377                         | 279                         | 353                         | 462                         | 502                         | 464                         | 504                         | 515                         | 464                         | 469                         | 421                         | 392                         | 5202                        |
| ------------------------------------- | --------------------------- | --------------------------- | --------------------------- | --------------------------- | --------------------------- | --------------------------- | --------------------------- | --------------------------- | --------------------------- | --------------------------- | --------------------------- | --------------------------- | --------------------------- |
| Източник: Climate-Data.org            |                             |                             |                             |                             |                             |                             |                             |                             |                             |                             |                             |                             |                             |

## Демография
Националността на хората е микронезийска, като най-често срещаните етноси са чуукеси, косрайци, понпеи и япеси. Английският е общ и официален език, докато всеки от големите острови има свой собствен местен език като чуукеси, косраен, понпейски и япески. 96% от населението са християни, като римокатолицизмът е религията на мнозинството при над 50% от населението.

## Икономика
Икономиката на Паликир се отразява в икономическите ресурси на всички острови на Микронезия. Икономиката на острова се състои основно от натурално земеделие и риболов (преработка на риба и аквакултури). Произвеждат се тропически селскостопански продукти и продукти от плантации като копра, хлебно дърво, таро, бетел, сладки картофи, маниока, тропически плодове и зеленчуци, какао и ориз. Отглеждат се добитък, като свине и домашни птици. Изнасят се основно банани, черен пипер и облекла. Внасят се храни, промишлени стоки, машини и напитки.
Микронезия е независима държава, но всъщност зависи от финансовата подкрепа, произтичаща от Пакта за свободно асоцииране със САЩ. Към 2012 г. нивото на инфлация е 2% и се съобщава, че разходите за живот (за вносни стоки) в Паликир са много високи в сравнение с други места по света.

## Образование
Държавният департамент на образованието на Понпеи управлява държавните училища. Сред тях са началното училище в Паликир и гимназията Бейли Олтър.